# Horacio Kalibang o los autómatas
Horacio Kalibang o los autómatas es un cuento argentino de ciencia ficción escrito por Eduardo Ladislao Holmberg y publicado en 1879. El cuento tiene una dedicatoria a José María Ramos Mejía, quien poco antes había publicado una tesis sobre traumatismo cerebral. Holmberg lo llama "delicia de los materialistas". En este relato, Holmberg toca el tema de la oposición entre materialistas y espiritualistas, un debate en boga en la Buenos Aires del momento, tras los avances científicos de la época.

## Argumento
La historia, situada en las afueras de Berlín, es narrada parcialmente por Fritz. Comienza con una discusión entre el burgomaestre Hipknock (primo del narrador) y su sobrino el teniente Hermann Blagerdorff, durante la cena de cumpleaños de Luisa, la hija del primero. Hipknock es un materialista que niega la posibilidad de fenómenos extraños que la ciencia nunca pueda explicar. Está lleno de enemigos y tiene opiniones firmes. En medio de esta discusión es introducido Horacio Kalibang, un hombre de "1 metro, 443 milímetros", formas proporcionadas, rostro carente de expresión y ojos sin movimiento. Kalibang se presenta y, ante los comensales, inclina su cuerpo de manera que parece desafiar la gravedad. Tras impresionar a los invitados de esta manera, Kalibang se retira y el burgomaestre Hipknock sale tras él para averiguar más.
Hipknock sigue discretamente a Kalibang y a otro hombre (a quien el narrador llama Oscar Baum) por la calle, y a partir de su conversación se da cuenta de que Kalibang es un autómata, por lo que vuelve a su casa satisfecho. Tiempo después recibe una invitación de Baum para visitar su taller, declarando además estar cerca de fabricar un "cerebro con funciones propias". Fritz acompaña al burgomaestre a la casa de Baum, donde son recibidos por una serie de autómatas, incluida una réplica del inventor. Baum presenta a los visitantes un espectáculo en el que sus invenciones tocan música, hacen esgrima y representan escenas de todo tipo. Al final Baum muestra una copia exacta de la cena en la que se había presentado Kalibang, que termina degenerando en una pelea cuando el inventor le desarticula un brazo a un autómata y se la lanza a la copia de Hipknock. Perturbados, los visitantes están a punto de irse cuando el burgomaestre le pregunta a Baum si tenía en su poder todos los autómatas que había creado. El inventor responde que no, ya que hay miles rondando por el mundo, y sugiere que algo sucederá cuando se les "acabe la cuerda" y reciban nuevas fuerzas. Fritz y Hipknock se retiran, cada uno preguntándose si su acompañante no es otro autómata.
Tiempo después Luisa Hipknock y Hermann Blagerdorff se casan, y en la fiesta el burgomaestre le pregunta a todos los invitados si hay algún autómata entre ellos, pero no recibe respuesta. Los presenten se preguntan por qué Fritz no acudió a la fiesta, cuando entra Horacio Kalibang para entregarle al burgomaestre una carta de su primo. En ella lamenta que Blagerdorff se haya ganado el corazón de Luisa antes que él, pero afirma que no es importante porque posee una réplica de ella que lo amará por siempre. Fritz también confiesa en la carta que él es Oscar Baum, y que un autómata interpretó su rol durante la visita a la casa del inventor. Horacio Kalibang es un regalo de boda, ya que será capaz de enseñarle a los hijos de Luisa, con métodos especiales, "todo lo que deban saber". La carta finaliza con la advertencia para el burgomaestre: cuando se encuentre ante personas que no se comportan de una manera razonable, es probable que sean autómatas.

## Recepción
La publicación de Horacio Kalibang fue anunciada en El Álbum del Hogar, donde colaboraba Holmberg. Tuvo gran éxito y su edición se agotó rápidamente. Recibió elogios de La Tribuna y de un comentarista de El Álbum del Hogar. El comentarista, que firmaba como Anastasio, también criticó la decisión del autor de no ambientar el relato en Argentina.

## Análisis
Sandra Gasparini, en su libro Espectros de la ciencia, considera que Holmberg eligió como escenario para la historia una aldea aledaña a Berlín, la considerada "capital de la ciencia" del momento, para generar un distanciamiento iluminador en el lector porteño. Gasparini le atribuye al relato el considerar la posibilidad de la "lucha por la vida" con los androides (posiblemente inspirados en los de E. T. A. Hoffmann), vinculándola al darwinismo social y las estrategias miméticas para llevarla a cabo. El ejército de autómatas del cuento tendría asegurada su victoria en su capacidad de simulación y su aptitud para adaptarse. La autora también ve presente el tema de la educación, clave en la Argentina de esa época, dada la naturaleza de Kalibang como máquina de educar. Existiría también un horror vinculado a la capacidad de repetición que las máquinas van adquiriendo en el proceso modernizador. Gasparini nota también cierta conexión entre las multitudes de autómatas dispersos por el mundo y la preocupación por las olas inmigratorias hacia la Argentina de la época, además de encontrar un comentario sobre la mentalidad de masas.